# First Division 1920/1921
Dvacátý devátý ročník First Division (1. anglické fotbalové ligy) se konal od 21. srpna 1920 do 7. května 1921.
Hrálo se opět s 22 kluby. Sezonu vyhrál poprvé ve své klubové historii Burnley, který vyhrál o pět bodů před Manchester City. Nejlepším střelcem se stal hráč West Bromwich Joe Smith který vstřelil 28 branek.